# Абдієль Арройо
Абдієль Арройо (ісп. Abdiel Arroyo, нар. 13 грудня 1993, Колон) — панамський футболіст, нападник клубу «Депортес Толіма».
Виступав, зокрема, за клуб «Арабе Унідо», а також національну збірну Панами.

## Клубна кар'єра
У дорослому футболі дебютував 2010 року виступами за команду клубу «Арабе Унідо», в якій провів шість сезонів, взявши участь у 114 матчах чемпіонату.
Протягом першої половини 2016 року грав у Хорватії, захищав кольори команди клубу «Спліт».
Влітку того ж 2016 року перейшов до колумбійського «Депортес Толіма».

## Виступи за збірні
Протягом 2012–2013 років залучався до складу молодіжної збірної Панами. На молодіжному рівні зіграв у 5 офіційних матчах, забив 1 гол.
2014 року дебютував в офіційних матчах у складі національної збірної Панами. Наразі провів у формі головної команди країни 17 матчів, забивши 1 гол.
У складі збірної був учасником Золотого кубка КОНКАКАФ 2015 року в США і Канаді, на якому команда здобула бронзові нагороди, Кубка Америки 2016 року в США.

## Титули і досягнення
- Бронзовий призер Золотого кубка КОНКАКАФ: 2015